# Riconoscimenti accessori alla FIFA Confederations Cup
Al termine di ogni edizione della FIFA Confederations Cup venivano assegnati alcuni premi ai migliori calciatori e squadre a seconda di specifiche categorie.
Nell'ultima edizione erano previsti quattro premi:
- Scarpa d'oro della Confederations Cup per il miglior marcatore. Veniva assegnato dal 1997.
- Pallone d'oro della Confederations Cup per il miglior giocatore del torneo. Veniva assegnato dal 1997.
- Guanto d'oro della Confederations Cup per il miglior portiere. Veniva assegnato dal 2009.
- Premio FIFA Fair Play per la squadra più corretta della competizione. Veniva assegnato dal 1997.

## Scarpa d'oro
La Scarpa d'oro della Confederations Cup, o Scarpa d'oro adidas per motivi di sponsorizzazione, in inglese adidas Golden Shoe fino al 2013, adidas Golden Boot nel 2017, veniva assegnata al capocannoniere di ogni edizione della FIFA Confederations Cup. Prima del 1997, il giocatore ad aver segnato più gol veniva solo riconosciuto come capocannoniere della manifestazione. Dal 1997 venivano assegnate anche la Scarpa d'argento e la Scarpa di bronzo al secondo e terzo classificato. In caso di parità di reti, per aggiudicare il trofeo si guardava per prima cosa il giocatore col maggior numero di assist e, in caso di ulteriore parità, il giocatore che aveva giocato meno.
| Edizione           | Capocannoniere      | Nazionale   | Gol | Club di militanza |
| ------------------ | ------------------- | ----------- | --- | ----------------- |
| Coppa re Fahd 1992 | Gabriel Batistuta   | Argentina   | 2   | Fiorentina        |
| Coppa re Fahd 1992 | Bruce Murray        | Stati Uniti | 2   | USSF              |
| Coppa re Fahd 1995 | Luis García Postigo | Messico     | 3   | Pumas UNAM        |

| Edizione            | Scarpa d'oro               | Gol | Scarpa d'argento  | Gol | Scarpa di bronzo  | Gol | Note              |
| ------------------- | -------------------------- | --- | ----------------- | --- | ----------------- | --- | ----------------- |
| Arabia Saudita 1997 | Romário ( Flamengo)        | 7   | Vladimír Šmicer   | 5   | Ronaldo           | 4   | [ 1 ]             |
| Messico 1999        | Ronaldinho ( Grêmio)       | 6   | Cuauhtémoc Blanco | 6   | Marzouq Al-Otaibi | 6   | [ 2 ] [ 3 ] [ 4 ] |
| Corea/Giappone 2001 | Robert Pirès ( Arsenal)    | 2   |                   |     | Hwang Sun-hong    | 2   | [ 5 ] [ 6 ] [ 7 ] |
| Corea/Giappone 2001 | Éric Carrière ( Nantes)    | 2   |                   |     | Hwang Sun-hong    | 2   | [ 5 ] [ 6 ] [ 7 ] |
| Francia 2003        | Thierry Henry ( Arsenal)   | 4   | Tuncay Şanlı      | 3   | Shunsuke Nakamura | 3   | [ 8 ]             |
| Germania 2005       | Adriano ( Inter)           | 5   | Michael Ballack   | 4   | John Aloisi       | 4   | [ 9 ]             |
| Sud Africa 2009     | Luís Fabiano ( Siviglia)   | 5   | Fernando Torres   | 3   | David Villa       | 3   | [ 10 ]            |
| Brasile 2013        | Fernando Torres ( Chelsea) | 5   | Fred              | 5   | Neymar            | 4   | [ 11 ]            |
| Russia 2017         | Timo Werner ( RB Lipsia)   | 3   | Leon Goretzka     | 3   |                   |     | [ 12 ]            |
| Russia 2017         | Timo Werner ( RB Lipsia)   | 3   | Lars Stindl       | 3   |                   |     | [ 12 ]            |

## Pallone d'oro
Il Pallone d'oro della Confederations Cup, o Pallone d'oro adidas per motivi di sponsorizzazione,  in inglese adidas Golden Ball, viniva assegnata al miglior giocatore della competizione a partire dalla FIFA Confederations Cup 1997. Dal 1997 venivano assegnati anche il Pallone d'argento e il Pallone di bronzo al secondo e terzo classificato.
| Edizione            | Pallone d'oro                         | Pallone d'argento   | Pallone di bronzo | Note        |
| ------------------- | ------------------------------------- | ------------------- | ----------------- | ----------- |
| Arabia Saudita 1997 | Denilson ( San Paolo)                 | Romário             | Vladimír Šmicer   | [ 1 ]       |
| Messico 1999        | Ronaldinho ( Grêmio)                  | Cuauhtémoc Blanco   | Marzouq Al-Otaibi | [ 3 ] [ 4 ] |
| Corea/Giappone 2001 | Robert Pirès ( Arsenal)               | Patrick Vieira      | Hidetoshi Nakata  | [ 5 ] [ 7 ] |
| Francia 2003        | Thierry Henry ( Arsenal)              | Tuncay Şanlı        | Marc-Vivien Foé   | [ 8 ]       |
| Germania 2005       | Adriano ( Inter)                      | Juan Román Riquelme | Ronaldinho        | [ 9 ]       |
| Sud Africa 2009     | Kaká ( Milan)                         | Luís Fabiano        | Clint Dempsey     | [ 10 ]      |
| Brasile 2013        | Neymar ( Santos)                      | Andrés Iniesta      | Paulinho          | [ 11 ]      |
| Russia 2017         | Julian Draxler ( Paris Saint-Germain) | Alexis Sánchez      | Leon Goretzka     | [ 12 ]      |

## Guanto d'oro
Il Guanto d'oro della Confederations Cup, o Guanto d'oro adidas per motivi di sponsorizzazione,  in inglese adidas Golden Glove, veniva assegnata al miglior portiere della competizione a partire dalla FIFA Confederations Cup 2009.
| Edizione        | Guanto d'oro  | Nazionale   | Club di militanza | Note  |
| --------------- | ------------- | ----------- | ----------------- | ----- |
| Sud Africa 2009 | Tim Howard    | Stati Uniti | Everton           | [ 2 ] |
| Brasile 2013    | Júlio César   | Brasile     | QPR               | [ 2 ] |
| Russia 2017     | Claudio Bravo | Cile        | Manchester City   | [ 2 ] |

## Premio FIFA Fair Play
Il Premio FIFA Fair Play,  in inglese FIFA Fair Play Award, veniva assegnato alla nazionale col miglior comportamento a partire dalla FIFA Confederations Cup 1997. Per l'assegnazione di questo premio veniva valutato il comportamento della squadra e dello staff sia dentro che fuori dal campo, con particolare attenzione agli atteggiamenti nei confronti di avversari, arbitri, spettatori e ufficiali di gara. La squadra nazionale vincitrice del trofeo riceveva inoltre un diploma dalla FIFA e una somma di denaro utile esclusivamente allo sviluppo del settore giovanile.
| Edizione                    | Nazionale | Note  |
| --------------------------- | --------- | ----- |
| Arabia Saudita 1997         | Sudafrica | [ 2 ] |
| Messico 1999                | Brasile   | [ 2 ] |
| Corea del Sud/Giappone 2001 | Giappone  | [ 2 ] |
| Francia 2003                | Giappone  | [ 2 ] |
| Germania 2005               | Grecia    | [ 2 ] |
| Sud Africa 2009             | Brasile   | [ 2 ] |
| Brasile 2013                | Spagna    | [ 2 ] |
| Russia 2017                 | Germania  | [ 2 ] |